# DeSoto Powermaster
DeSoto Powermaster – samochód osobowy klasy wyższej produkowany pod amerykańską marką DeSoto w latach 1953–1954.

## Historia i opis modelu

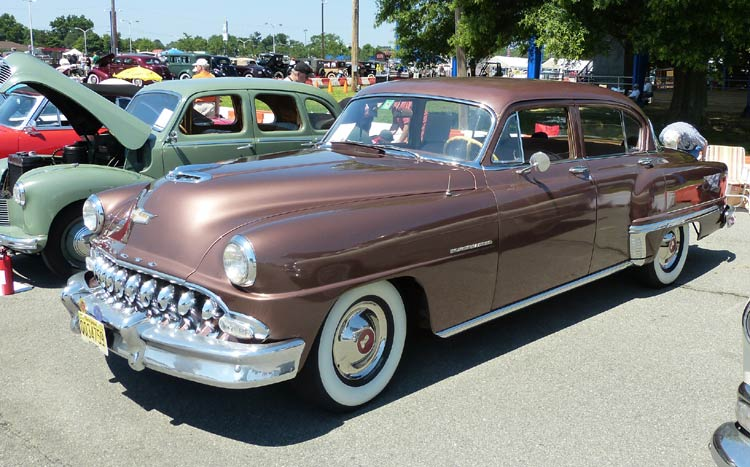
DeSoto Powermaster

Pod koniec pierwszej połowy lat 50. w USA rynek samochodów klasy średniej zaczął się zmieniać. Dostępnych było coraz więcej elementów spotykanych dotychczas tylko w markach luksusowych. Powermaster był modelem kompromisowym, łączącym starą technikę z nowym wyglądem.
Odświeżona przez Virgila Exnera stylistyka - jednoczęściowa szyba przednia, niższa linia maski, zgrabniejszy grill - połączona była z konserwatywnym dolnozaworowym rzędowym silnikiem sześciocylindrowym o pojemności 250 cali sześciennych i mocy 116 KM przy 3600 obrotach/min. Nazwa modelu była więc bardziej kreatywną reklamą.

### Detale
Ponieważ na potrzeby Wojny Koreańskiej ograniczono użycie metali kolorowych przez przemysł, wczesne modele z rocznika 1953 wyposażone są w minimalną ilość chromowanych ozdób. Przez cały okres produkcji Powermaster pozbawiony był znaczka w formie 'V', jako nie posiadający silnika V8. Środek maski udekorowano jedynie emblematem marki.

### Silniki
- L6 4.1l
- L6 4.3l